# Fojbe (tytanida)
Fojbe (także Febe; gr. Φοίβη Phoíbē, łac. Phoebe ‘Jaśniejąca’) – w mitologii greckiej, bogini wyroczni delfickiej przed Apollinem, proroctw i intelektu, jedna z tytanid.
Należała do pierwszego pokolenia tytanów. Uchodziła za córkę Uranosa i Gai. Była siostrą tytanów (Hyperiona, Japeta, Kojosa, Kriosa, Kronosa, Okeanosa) i tytanid (Mnemosyne, Rei, Tei, Temidy, Tetydy) oraz cyklopów (Argesa, Brontesa, Steropesa) i hekatonchejrów (Ajgajona, Gygesa, Kottosa). Z Kojosem, swoim bratem, miała córki Asterię i Leto. Swojemu wnukowi Apollonowi, który był m.in. bogiem wróżbiarstwa, podarowała wyrocznię w Delfach.
Imieniem tytanidy nazwano jeden z księżyców Saturna – Febe (Phoebe).